# Буки (Житомирський район)
Буки́ — село в Україні, у Тетерівській сільській територіальній громаді Житомирського району Житомирської області. Кількість населення становить 477 осіб (2001). У 1923—2015 роках — адміністративний центр колишньої Буківської сільської ради.

## Загальна інформація
Розташоване на лівому березі річки Тетерів, за 24 км від обласного і районного центру, м. Житомир та залізничної станції Житомир.
Назва походить від забутого значення слова «бук» — водяна піна, бурління річкового порога. Цей поріг річки Тетерів затоплений водосховищем.

## Населення
У 1795 році в селі проживало 230 жителів та було 32 двори, наприкінці 19 століття кількість населення становила 688 осіб, дворів — 128.
Відповідно до результатів перепису населення Російської імперії 1897 року, загальна кількість мешканців села становила 710 осіб, з них: православних — 683, чоловіків — 332, жінок — 378.
У 1906 році проживало 703 мешканці, дворів — 110, у 1911 році — 688 осіб, дворів — 130, у 1923 році — 1 792 особи, дворів — 256, у 1941 році — 1 048 осіб, дворів — 204.
Станом на 1972 рік кількість населення становила 876 осіб, дворів — 318.
Відповідно до результатів перепису населення СРСР, кількість населення, станом на 12 січня 1989 року, становила 550 осіб. Станом на 5 грудня 2001 року, відповідно до перепису населення України, кількість мешканців села становила 477 осіб.

## Історія
Засноване у XVIII столітті. Біля села виявлено три слов'янські поселення VII—VIII століть. Згадується в люстрації Житомирського замку 1754 року, як село, що перебувало у посесії Іллінського, сплачувало 3 злотих і 4 гроші до замку та 12 злотих і 16 грошів до скарбу.
У 1802 році село перейшло від попереднього власника, варшавського банкіра Ф. Кобрута, до дворянина Матвія Лишкевича. З 1830 року ним володів Антон Нікорович, з 1843 року — його сини Віктор-Адам та Ігнатій. У 1853 році придбане графом Броніславом Дзялинським та приєднане до Денишівського маєтку. Після його смерті село успадкувала його дружина Марія та донька Людвіка, у шлюбі Стадницька. У 1887 році було придбане братами Михайлом та Андрієм Дуриліними, у 1898 році частину поміщицьких земель (837 десятин) продали селянам. Того ж року в селі відкрили однокласне сільське училище.
Наприкінці 19 століття — село Троянівської волості Житомирського повіту Волинської губернії, за 19 верст від Житомира.
У 1906 році — сільце Троянівської волості (6-го стану) Житомирського повіту Волинської губернії. Відстань до губернського та повітового центру, м. Житомир, становила 23 версти, до центру волості, містечка Троянів — 17 верст. Найближче поштово-телеграфне відділення розташовувалося в Житомирі.
У 1923 році сільце увійшло до складу новоствореної Буківської сільської ради, яка, 7 березня 1923 року, включена до складу новоутвореного Троянівського району Житомирської (згодом — Волинська) округи; адміністративний центр ради. Відстань до районного центру, міст. Троянів, становила 20 верст.
Село внесене до переліку населених пунктів, що постраждали від Голодомору 1932—33 років.
14 лютого 1935 року село, разом із сільською радою, передане до складу Житомирської міської ради Київської області, 14 травня 1939 року — до складу новоствореного Житомирського району Житомирської області.
На фронтах німецько-радянської війни воювали 150 мешканців села, 64 з них загинуло, 52 нагороджені орденами та медалями. На їх честь в селі споруджено пам'ятник.
В радянські часи в селі розміщувалася центральна садиба колгоспу, який обробляв 1,7 га земель, з них 1,3 га — рілля. Господарство вирощувало переважно зернові культури, льон та картоплю, розвивало м'ясно-молочне тваринництво. І селі були восьмирічна школа, клуб, дві бібліотеки, фельдшерсько-акушерський пункт, будинок побутових послуг.
30 грудня 1962 року, в складі сільської ради, передане до Коростишівського району, 4 січня 1965 року повернуте до складу відновленого Житомирського району.
7 серпня 2015 року увійшло до складу новоствореної Тетерівської сільської територіальної громади Житомирського району Житомирської області.

## Населення

### Мова
Розподіл населення за рідною мовою за даними перепису 2001 року:
| Мова       | Кількість | Відсоток |
| ---------- | --------- | -------- |
| українська | 465       | 97.48%   |
| російська  | 12        | 2.52%    |
| Усього     | 477       | 100%     |

## Відомі люди
- Дика Оксана Володимирівна (нар. 1978) — оперна співачка.